# Вотервілл (Огайо)
Вотервілл (англ. Waterville) — селище (англ. village) в США, в окрузі Лукас штату Огайо. Населення — 6003 особи (2020).

## Географія
Вотервілл розташований за координатами 41°30′5″ пн. ш. 83°44′6″ зх. д. / 41.50139° пн. ш. 83.73500° зх. д. (41.501346, -83.735134).  За даними Бюро перепису населення США в 2010 році селище мало площу 12,63 км², з яких 12,14 км² — суходіл та 0,49 км² — водойми. В 2017 році площа становила 13,57 км², з яких 13,09 км² — суходіл та 0,48 км² — водойми.

## Демографія
Згідно з переписом 2010 року, у селищі мешкали 5523 особи в 2065 домогосподарствах у складі 1566 родин. Густота населення становила 437 осіб/км².  Було 2151 помешкання (170/км²).
Расовий склад населення:
| - 96,7 % — білих - 1,0 % — азіатів - 0,5 % — чорних або афроамериканців - 0,1 % — корінних американців |

До двох чи більше рас належало 1,2 %. Частка іспаномовних становила 2,7 % від усіх жителів.
За віковим діапазоном населення розподілялося таким чином: 25,9 % — особи молодші 18 років, 60,2 % — особи у віці 18—64 років, 13,9 % — особи у віці 65 років та старші. Медіана віку мешканця становила 41,6 року. На 100 осіб жіночої статі у селищі припадало 92,8 чоловіків;  на 100 жінок у віці від 18 років та старших — 90,4 чоловіків також старших 18 років.
Середній дохід на одне домашнє господарство  становив 82 813 долари США (медіана — 72 595), а середній дохід на одну сім'ю — 89 696 доларів (медіана — 85 246). Медіана доходів становила 63 866 доларів для чоловіків та 43 071 долар для жінок. За межею бідності перебувало 4,1 % осіб, у тому числі 5,3 % дітей у віці до 18 років та 4,7 % осіб у віці 65 років та старших.
Цивільне працевлаштоване населення становило 2862 особи. Основні галузі зайнятості: освіта, охорона здоров'я та соціальна допомога — 34,3 %, виробництво — 12,8 %, роздрібна торгівля — 11,9 %.